# Hagenia abyssinica

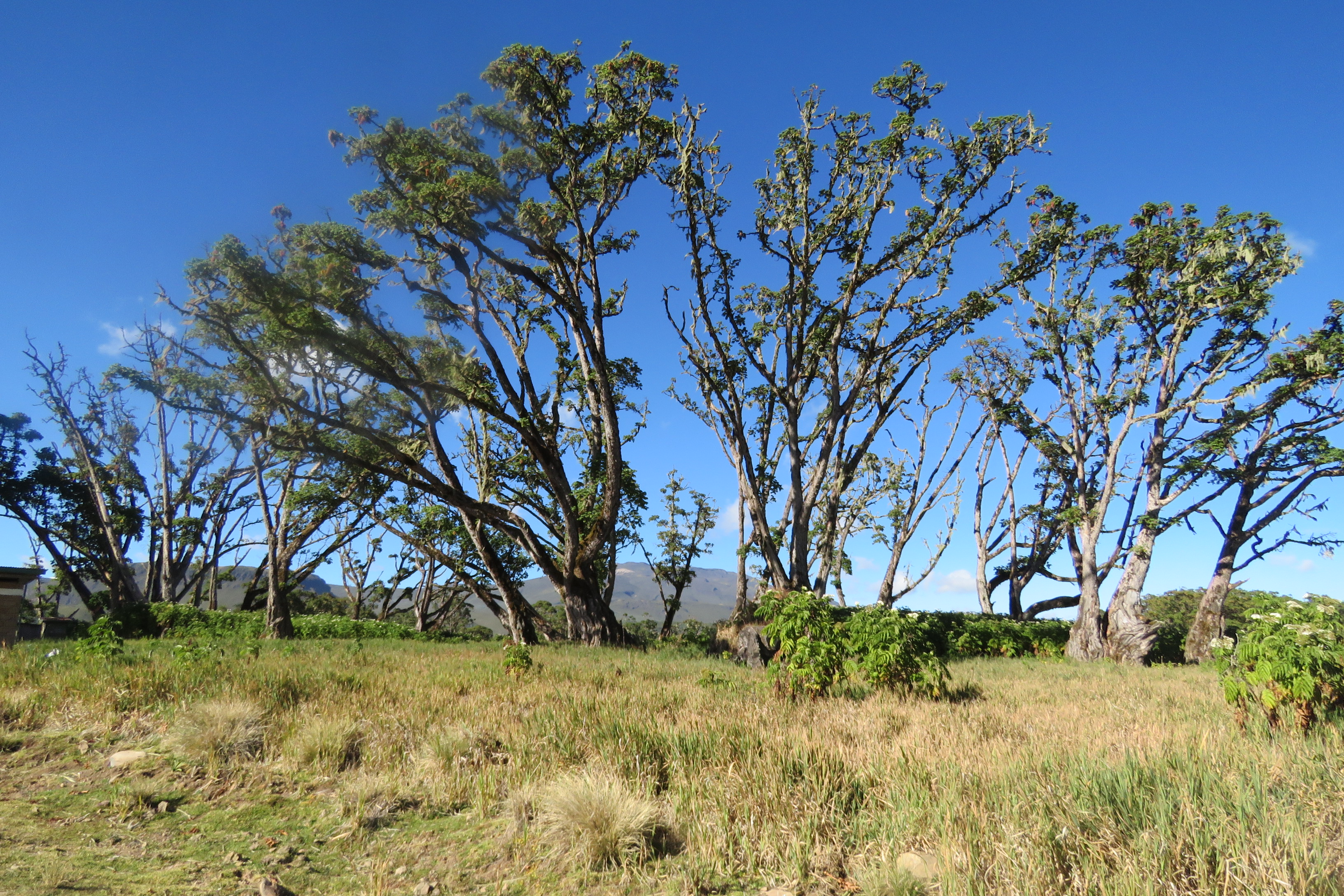
Pokrój drzewa

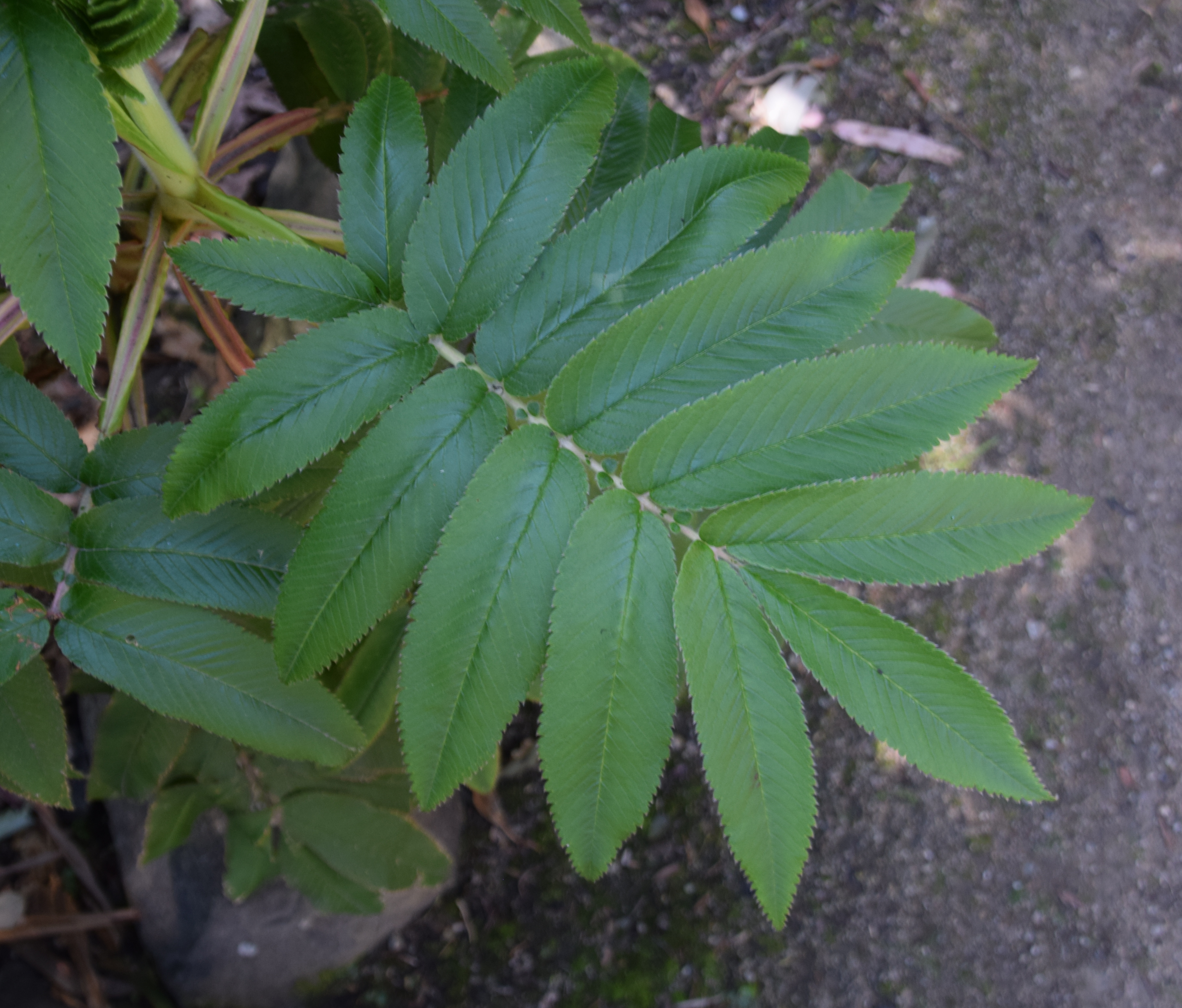
Liść

Hagenia abyssinica – gatunek rośliny z monotypowego rodzaju Hagenia z rodziny różowatych. Występuje na obszarach górskich w środkowej i wschodniej Afryce równikowej od Etiopii, Sudanu Południowego i DR Kongo na północy po Zambię i Malawi na południu. Drzewa tego gatunku tworzą w górach zwykle wąskie i przerywane, niemal jednogatunkowe pasmo drzewostanu między afrykańskimi równikowymi lasami mglistymi i piętrem roślinności wrzosopodobnej rozciągającej się wyżej. Roślina jest efektowna, zwłaszcza podczas kwitnienia, ma duże znaczenie użytkowe w obszarze występowania.

## Morfologia
PokrójDrzewa osiągające zwykle do 9–15 m wysokości, ale najwyższe rosną do 25 m, o szerokiej, parasolowatej koronie. Młode pędy są gęsto owłosione pomarańczowymi włoskami o długości ok. 4 mm i pokryte bliznami po opadłych liściach. Kora jest czerwonawo-brązowa.
LiścieNieparzysto-pierzaste, osiągają do 40 cm długości, z czego ogonek ma do 15 cm. U nasady ogonek obejmuje pęd pochwiastą nasadą. Wzdłuż osi liścia wąskojajowate listki o długości 12–15 cm osadzone są niemal naprzeciwlegle i jest ich 5–8 par. Między nimi znajdują się znacznie mniejsze, zaokrąglone listki. Z wierzchu blaszka liści jest niemal naga, od spodu srebrzyście owłosiona.
KwiatyZwykle jednopłciowe (rośliny są najczęściej dwupienne), zebrane w szczytowe, zwisające kwiatostany osiągające do 60 cm. Kwiatostany żeńskie są bardziej masywne od męskich. Kwiaty żeńskie osiągają do 1,5 cm średnicy, są lepkie i wsparte okazałymi, czerwonymi przysadkami. Kwiaty męskie mają ok. 8 mm średnicy i kolor od pomarańczowego do białego także nadają im przysadki.
OwoceSuche, drobne, ukryte w zasychających kwiatach.

## Ekologia
Gatunek rośnie na granicy zasięgu drzew w górach Afryki równikowej, w klimacie chłodnym i wilgotnym, zwykle na wysokościach od 2300 do 3300 m n.p.m. Rośnie w miejscach skalistych, tworząc często jednogatunkowe drzewostany lub zarośla. W Etiopii tworzy zbiorowisko z Juniperus procera, Afrocarpus falcatus i Hypericum revolutum.

## Zastosowanie
Drewno tego gatunku jest cenionym surowcem do wyrobu mebli i parkietów. Cechuje się ciemnoczerwoną barwą. Wykorzystywane jest także na opał.
W tradycyjnym ziołolecznictwie etiopskim wyciąg z suszonych kwiatów męskich stosowany jest w celu pozbycia się tasiemców. Korzenie gotowane z mięsem mają działać wzmacniająco i pomocniczo w różnych chorobach, w tym malarii. Z kory drzewa sporządza się leki stosowane przy biegunkach i bólach brzucha.